# Puspo (Bruno)
Puspo is een bestuurslaag in het regentschap Purworejo van de provincie Midden-Java, Indonesië. Puspo telt 3510 inwoners (volkstelling 2010).